# Мёркли, Джефф
Джеффри Алан «Джефф» Мёркли (англ. Jeffrey Alan "Jeff" Merkley; род. 24 октября 1956, Миртл-Крик, округ Дуглас, Орегон) — американский политик, сенатор США от штата Орегон, член Демократической партии.

## Биография
В 1979 году окончил Стэнфордский университет со степенью бакалавра искусств, в 1982 году получил степень магистра государственного управления (M.P.A.) Принстонского университета.
Сын слесаря, Джефф Мёркли первым в своей семье окончил колледж и уже в 19-летнем возрасте прикоснулся к политике, работая практикантом в офисе многолетнего сенатора США от Орегона Марка Хэтфилда, кресло которого занял спустя много лет. Проучившись некоторое время по студенческому обмену в Гане, Мёркли увлёкся политикой и изучал международные отношения в Стэнфордском университете, а также работал в Индии и Мексике. В частности, участвовал в создании энвайронменталистского детского лагеря в Мексике. Завершив курс обучения в Принстонской школе государственного управления и международных отношений имени Вудро Вильсона, Мёркли работал в Пентагоне аналитиком по вопросам национальной безопасности, а также в Бюджетном управлении Конгресса США.
В 1991 году вернулся в Орегон и работал в портлендской благотворительной организации Habitat for Humanity International, оказывающей помощь малоимущим семьям в приобретении собственного жилья. Способствовал в этот период развитию Habitat Home Building Center, запустил пилотный проект Portland Youthbuilders — программу реабилитации подростков, вовлечённых в банды.
В 1999—2008 годах — член Палаты представителей Орегона, в 2007—2008 годах — спикер Палаты.
В 2008 году избран в Сенат США, получив 48,9 % голосов против 45,8 % у его основного соперника, республиканца Гордона Смита, в 2014 году переизбран с результатом 55,8 %.
В апреле 2016 года выступил в поддержку сенатора Берни Сандерса, боровшегося за выдвижение его кандидатуры от Демократической партии на президентских выборах. В своей статье в «The New York Times» Мёркли объяснил этот политический шаг желанием исправить сложившуюся ситуацию, когда у детей из рабочих семей стало меньше возможностей для получения хорошего образования и высокооплачиваемой работы, чем было 40 лет назад у самого Мёркли. Мёркли оказался единственным сенатором, оказавшим помощь Сандерсу, и в июне 2016 года, через несколько дней после утверждения кандидатуры Хиллари Клинтон национальным конвентом партии, на прямой вопрос журналистки CNN Кейт Болдуан в программе «At This Hour with John Berman and Kate Bolduan», поддерживает ли он теперь кандидата партии, в пользу которой высказались уже сенатор Элизабет Уоррен, президент Обама и вице-президент Байден, ответил утвердительно.

## Личная жизнь
Джефф Мёркли женат на Мэри Сортберг (Mary Sorteberg), у них двое детей: Бринн и Джонатан.